# 伊藤栄祐
伊藤 栄祐（いとう えいすけ、1972年10月29日 - ）は、愛知県名古屋市出身の元プロ野球選手（投手）。
現在は、北海道日本ハムファイターズスタッフ。

## 来歴・人物
愛工大名電高時代は、同学年の稲葉篤紀がいた中京高を愛知大会決勝で下し、1990年の夏の甲子園に出場。初戦で優勝校である天理高に1-6で敗退。1学年下にイチローがおり、この大会では伊藤が投手でイチローは3番・レフトで出場していた。
1990年のプロ野球ドラフト会議で近鉄バファローズから5位指名を受け入団。高校時代は工藤公康2世と謳われ、ストレートとカーブを武器に三振の山を築いた。
一軍出場のないまま、1996年に現役引退。
日本ハムファイターズ（現：北海道日本ハムファイターズ）の打撃投手に転身。2014年限りで現役引退した稲葉の引退セレモニーでは、高校時代の縁あって花束を贈呈している。2023年はチームスタッフからチーム管理部勇翔寮管理担当に配置転換されたが、2024年からは再度チームスタッフ（打撃投手）に就いている。
祖父は、元名古屋軍（中日ドラゴンズの前身）の牧野潔。

## 詳細情報

### 年度別投手成績
- 一軍公式戦出場なし

### 背番号
- 50 （1991年 - 1996年）
- 95 （1997年 - 2006年）
- 67 （2003年）